# Operação Manus
A Operação Manus foi uma operação da Polícia Federal do Brasil (PF) em conjunto com o Ministério Público Federal (MPF) e Receita Federal deflagrada em junho de 2017 para investigar propina na construção da Arena das Dunas, sede da Copa do Mundo de 2014 em Natal. A operação é um desdobramento da Operação Lava Jato.
Foram alvos de mandado de prisão na operação o ex-ministro dos governos Dilma e Temer Henrique Eduardo Alves, e o ex-deputado Eduardo Cunha.
Segundo os investigadores, uma das empresas envolvidas na propina teria sido a OAS. As investigações indicam que Henrique Alves atuou junto ao Tribunal de Contas do Estado do Rio Grande do Norte para atrasar em anos as ações de fiscalização do órgão, que havia identificado o superfaturamento da obra, de 77 milhões de reais.

## Fatos posteriores
Em 26 de outubro de 2017, três pessoas foram presas pela PF na operação Lavat — desdobramento da Operação Manus — durante operação contra lavagem de dinheiro no Rio Grande do Norte.